# Gabriel Matei
Gabriel Matei (ur. 26 lutego 1990 w Curtea de Argeș) – rumuński piłkarz występujący na pozycji obrońcy w rumuńkim klubie CSO Filiași.
Wychowanek Internațional Curtea de Argeș, w swojej karierze grał także w Steaule Bukareszt. Były reprezentant Rumunii do lat 21.